# Sida setosa
Sida setosa är en malvaväxtart som beskrevs av Carl Friedrich Philipp von Martius och Luigi Aloysius Colla. Sida setosa ingår i släktet sammetsmalvor, och familjen malvaväxter. Inga underarter finns listade i Catalogue of Life.